# Nina Cromnier
Nina Ingela Maria Cromnier, född 14 oktober 1966, är en svensk civilingenjör, ekonom och ämbetsman. Hon var 2010-2019 generaldirektör för Kemikalieinspektionen och 2019-2023 generaldirektör för Strålsäkerhetsmyndigheten.

## Biografi
Cromnier är civilingenjör i kemiteknik från KTH 1991, civilekonom samt har en magisterexamen från Handelshögskolan i Stockholm i politik och organisation i förändring från 1999.
I början av 1990-talet arbetade hon på Avfallsforskningsrådet och på Naturvårdsverket och kom till Miljödepartementet 1995 där hon 2003 blev departementsråd och chef för Miljödepartementets enhet för kretslopp och kemikalier. Den 1 september 2010 tillträdde hon som generaldirektör för Kemikalieinspektionen. Hon har där bland annat 2016 kritiserat EU-kommissionens förslag till vetenskapliga kriterier för att identifiera och förbjuda hormonstörande ämnen, där hon framhöll att kriterierna är utformade på ett sådant sätt att möjligheterna att förebygga skador på hälsa och miljö blir begränsade, med risk för att begränsningar kan införas först när skador på hälsa och miljö redan uppstått. Under perioden 2012 till 2016 var hon ordförande i styrelsen för Europeiska kemikaliemyndigheten, Echa.
Den 1 juni 2019 tillträdde hon som generaldirektör för Strålsäkerhetsmyndigheten med ett förordnande på sex år fram till 2025, vilket tillkännagavs den 28 mars 2019.
Den 29 maj 2023 lämnade hon sin tjänst och Michael Knochenhauer, som tidigare arbetat som avdelningschef på myndigheten, blev tillförordnad generaldirektör. Bytet av generaldirektör motiverades med att regeringen med Tidöpartierna ville se en nystart med arbete för ny kärnkraft, där man önskade att myndigheten vid kommande arbete med att hantera ansökningar för ny kärnkraft skulle ha en ledare med djupa kärnkraftskunskaper och som gentemot internationella aktörer kunde hantera reaktorsäkerhetsfrågor och strålskyddsfrågor. Knochenhauer utsågs i februari 2024 som ordinarie generaldirektör med förordnande fram till december 2026.